# St. Peter und Paul (Maselheim)

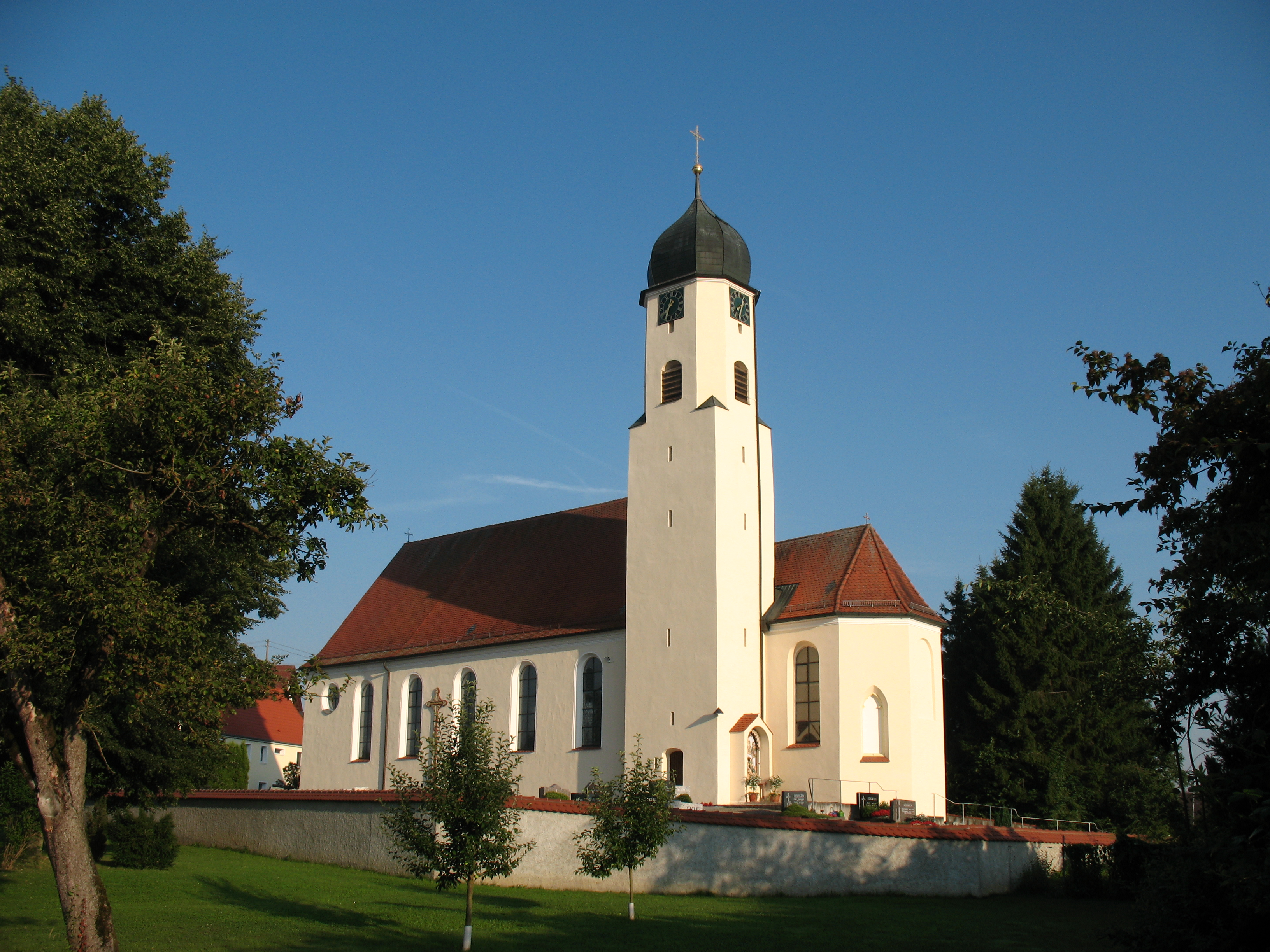
St. Peter und Paul (Maselheim)

Die römisch-katholische Pfarrkirche St. Peter und Paul steht in der Gemeinde Maselheim im Landkreis Biberach in Baden-Württemberg. Die Kirchengemeinde gehört zum Dekanat Biberach der Diözese Rottenburg-Stuttgart. Das Bauwerk ist beim Landesamt für Denkmalpflege Baden-Württemberg nach den Paragrafen 28 und 12 als Baudenkmal eingetragen.

## Beschreibung
Die mehrfach umgebaute Saalkirche geht im Kern auf eine spätgotische Kirche zurück. Sie besteht aus einem Langhaus, einem eingezogenen, dreiseitig geschlossenen Chor im Osten und einem Chorflankenturm an dessen Südwand, der mit zwei Geschossen aufgestockt wurde, die an den Ecken abgeschrägt sind, das untere beherbergt den Glockenstuhl, das obere die Turmuhr. Darauf wurde eine Zwiebelhaube gesetzt. Die Orgel wurde 1986 von der Reiser Orgelbau errichtet.